# 周哀王
周哀王（？—前441年），姓姬，名去疾，東周君主，為周貞定王長子。前441年即位，《史記·周本紀》稱哀王在位僅三個月，為弟叔襲殺害，諡號為哀王。